# Шавана
Шавана́ (фр. Chavanat) — коммуна во Франции, находится в регионе Лимузен. Департамент коммуны — Крёз. Входит в состав кантона Сен-Сюльпис-ле-Шан. Округ коммуны — Обюссон.
Код INSEE коммуны — 23060.

## Население
Население коммуны на 2010 год составляло 129 человек.
| 1962 | 1968 | 1975 | 1982 | 1990 | 1999 | 2010 |
| ---- | ---- | ---- | ---- | ---- | ---- | ---- |
| 224  | 182  | 202  | 154  | 144  | 127  | 129  |

## Экономика
В 2010 году среди 69 человек трудоспособного возраста (15—64 лет) 47 были экономически активными, 22 — неактивными (показатель активности — 68,1 %, в 1999 году было 64,9 %). Из 47 активных жителей работали 38 человек (20 мужчин и 18 женщин), безработных было 9 (5 мужчин и 4 женщины). Среди 22 неактивных 0 человек были учениками или студентами, 15 — пенсионерами, 7 были неактивными по другим причинам.